# Dyspessa thianshanica
Dyspessa thianshanica is een vlinder uit de familie van de houtboorders (Cossidae). De wetenschappelijke naam van de soort is voor het eerst geldig gepubliceerd in 1964 door Franz Daniel. Het holotype en allotype werd in 1913 gevangen in het stroomgebied van de Ili in het Tian Shan-gebergte.